# Graça Quase Acústico (rs)
Graça Quase Acústico (rs) é um álbum de estúdio do cantor brasileiro Paulo César Baruk, lançado em julho de 2015 pela gravadora Sony Music Brasil.
O repertório baseia-se nas canções do álbum Graça (2014), mas com instrumentos e roupagens que apelam para o acústico. Com algumas destas versões, Baruk participou do Sony Music Live.
Em 2016, foi indicado ao Grammy Latino de Melhor Álbum de Música Cristã (Língua Portuguesa).

## Faixas
1. "Flores em vida"
2. "Senhor, preciso de ti (Lord, I need you)"
3. "Perdão"
4. "Do avesso"
5. "Ele continua sendo bom"
6. "Sou livre"
7. "Tu és o meu Deus"
8. "Nossa riqueza"
9. "Assim eu sou"
10. "Sobre a graça"